# Enyo latipennis
Enyo latipennis (Rotschild & Jordan, 1903) è un lepidottero appartenente alla famiglia Sphingidae, endemico della Giamaica.

## Descrizione

### Adulto
Appare molto simile nella forma a E. lugubris lugubris ma rispetto a questa, l'ala anteriore si mostra più ampia (particolare da cui deriva il nome scientifico); inoltre qui la concavità tra Rs4 ed M3 risulta meno pronunciata, e l'apice è meno prominente. Anche il disegno della pagina superiore dell'ala anteriore ricorda da vicino quello di E. lugubris lugubris, ma la linea mediana marroncina risulta più distinta dal resto della campitura; nella pagina inferiore, l'area triangolare subapicale è più piccola e sbiadita rispetto alla specie congenere. È visibile anche qui una piccola macchia scura e irregolare, bordata di bianco, nell'area discale. Le similitudini morfologiche tra le due specie sono talmente accentuate che alcuni autori come il D'Abrera considerano questo taxon una sottospecie di Enyo lugubris.

L'ala posteriore ha una colorazione più uniforme su ambo le pagine, con tonalità che vanno dal marroncino pallido al color cioccolato nella zona del tornus.

Le antenne sono uncinate alle estremità.

Anche in questa specie è visibile, all'estremità addominale, una sorta di "ventaglio" caudale.

Il genitale maschile è simile a quello di E. lugubris lugubris, ma il processo della valva appare più breve.

### Larva
Il bruco risulta verde chiaro, con un capo largo e appiattito, relativamente piccolo rispetto alle dimensioni del corpo. L'impressione che deve dare questa larva ad un eventuale predatore è quella di una fogliolina verde. Il processo caudale (cosiddetto "cornetto") si riduce via via che il bruco prosegue il proprio processo di sviluppo.

### Pupa
Le crisalidi appaiono scure e lucide, con un cremaster sviluppato e appuntito; si rinvengono entro bozzoli posti a scarsa profondità nel sottobosco.

## Biologia
Durante l'accoppiamento, le femmine richiamano i maschi grazie ad un feromone rilasciato da una ghiandola, posta all'estremità addominale.

### Periodo di volo
La specie è trivoltina, con adulti campionabili da maggio a giugno, da agosto a settembre e da dicembre a gennaio.

### Alimentazione
Gli adulti suggono il nettare di fiori di varie specie.
I bruchi si alimentano su foglie di membri della famiglia Vitaceae Juss., nom. cons., tra cui Vitis tiliifolia Humb. & Bonpl. ex Schult.

## Distribuzione e habitat

Localizzazione geografica della Giamaica, che rappresenta l'areale della specie

L'areale di questa specie è limitato alla sola Giamaica (locus typicus), per la quale rappresenta un endemismo.
L'habitat è rappresentato da foreste tropicali e sub-tropicali.

## Tassonomia

### Sottospecie
Al momento non sono riconosciute sottospecie.

### Sinonimi
È stato descritto un solo sinonimo:
- Epistor latipennis Rothschild & Jordan, 1903 - Novit. zool.. 9 (suppl.): 404 (Sinonimo omotipico, basionimo)[1][3]